# Alex Jennings
Alex Jennings (Essex, 10 de maio de 1957) é um ator inglês, conhecido pela participação na série The Crown.